# Experiências não LHC
Enquanto a maioria dos esforços do CERN se concentram no LHC, continuam a fazer-se experiências com outros aceleradores e instalações o que ainda constituir uma actividade importante da organização. Trata-se de experiências com alvo fixo, onde um feixe de partículas é atirado contra um alvo que tanto pode ser um sólido como um líquido ou um gás. Em determinadas circunstâncias o alvo é parte integrante do sistema de detecção.
Assim,  a experiência COMPASS estuda a estrutura do hadrão no Super Sincrotrão a Protões (SPS), DIRAC investiga a força forte entre quarks no Sincrotrão a Protões (PS), enquanto a experiência CLOUD investiga uma possível relação entre os raios cósmicos e a formação das nuvens. ALPHA, ASACUSA, e ATRAP todas utilizam os antiprotões do acelerador AD.
Duas experiências saem do campo da física pura para se interessarem ao nosso dia-a-dia. É o caso de ACE com aplicações médicas e CAST, que utiliza um protótipo de um dipolo para o LHC, e procura eventuais novas partículas, não vindas do colisionador LHC, mas do Sol.

## Normais

### ACE
A ACE, sigla em inglês de Antiproton Cell Experiment (Experiência Antiprotões/Células), é uma experiência pioneira que começou em 2003 com objectivo de utilizar toda a capacidades e possibilidade dos antiprotões no tratamento do cancro (câncer). A experiência reúne uma equipa multidisciplinar de peritos em física, biologia e medicina vindos de 10 institutos que são os primeiros a estudar os efeitos biológicos dos antiprotões.
Até agora, a terapia com feixes de partículas têm principalmente utilizado os protões para destruir o cancro de células. As partículas entram no corpo do paciente com uma energia pré-determinada, o suficiente para que parem quando chegam ao cancro. Quando tal feixe é pesado, de início não provoca danos. Unicamente nos últimos milímetros da trajecto, quando ela começa a reduzir de velocidade e no momento em que pára é que os danos surgem. Infelizmente, embora o feixe destrua o cancro ele também afecta as células saudáveis por onde passa e assim o dano provocado aos tecidos sãos aumenta com o tratamento.
A experiência ACE  está a experimentar o uso de antiprotões como um tratamento alternativo, comparando e eficacidade da irradiação das células segundo se usam protões ou antiprotões. Quando a matéria (a célula cancerosa) e antimatéria (os antiprotões) se encontra, produz-se o aniquilamento (destroem-se mutuamente), transformando a sua massa em energia. A ideia é utilizar a energia do aniquilamento para fazer 'explodir' as células do cancro e projectar os fragmentos contra as células cancerosas adjacentes, que serão destruída por sua vez.
ACE é um excelente exemplo de quanto a física de partículas pode dar como soluções inovadora no campo médico.

### ALPHA
ALPHA sigla em inglês para Antihydrogen Laser PHysics Apparatus é a continuação de uma anterior experiência, ATHENA. Estabelecida em 2005 fundamentalmente com as mesmas ideias, fará, captará e estudará átomos de anti-hidrogénio para os comparar com os de hidrogénio. Desta vez, utiliza-se um novo tipo de equipamento derivado do anterior. Para se obter o anti-hidrogénio, deve-se regrupar os antiprotões e os positrões no interior de uma local que mantenham as partículas juntas utilizando uma carga eléctrica. No entanto, como os átomos anti-hidrogénio são electricamente neutros, não podem ser confinados (o campo magnético não tem acção sobre ele): migram naturalmente em direcção das paredes. Como as paredes são constituídas por matéria o contacto provoca o aniquilamento dos antiátomos alguns micro-segundos depois da sua criação. Com os avanços de ALPHA em relação à anterior ATHENA, espera-se assim ter mais tempo para manter os antiátomos para os estudar.

### ASACUSA
ASACUSA sigla em inglês para Atomic Spectroscopy And Collisions Using Slow Antiprotons (Especroscopia atómica e colisões usando  antiprotões lentos) pretende aprender mais acerca da diferenças fundamentais no comportamento da matéria e antimatéria. Contudo, em vez de comparar directamente átomos com o seu correspondente antiátomos (como fazem ATRAP e ALPHA) os físicos de  ASACUSA estão a criar átomos híbridos tais como o hélio antiprotónico. O hélio tem a segunda estrutura atómica mais simples depois da do hidrogénio pois contém dois electrões que orbitam um núcleo central. O hélio antiprotónico é produzido misturando um desses electrões com o antiprotão. A produção deste híbrido é mais fácil de produzir que os átomos de anti-hidrogénio e são de mais fácil conservação e podem ser conservados mais tempo.
O grupo da ASACUSA   usa o desacelerador de antiprotões para enviar um feixe de antiprotões para dentro de gás de hélio frio. 

### ATRAP
ATRAP sigla em inglês para Antihydrogen TRAP (ratoeira de anti-hidrogénio) é uma experiência para escrutar o interior dos átomos de anti-hidrogénio e comparar átomos de hidrogénio com o seu equivalentes antimatéria — átomos de anti-hidrogénio. Em 2002 ATRAP forneceu a primeira espreitadela dentro desse anti-átomo depois de os experimentadores terem conseguido criar e medir um grande número. 
Um átomo de anti-hidrogénio consiste num antiprotão e num positrão (um antielectrão). Uma das dificuldades da produção da antimatéria é a energia que possuem os antiprotões quando são criados, pois atingem quase a velocidade da luz. Os físicos têm de "desacelerar" o mais possível o que significa "arrefece-los". ATRAP foi a primeira experiência a utilizar positrões frios para arrefecer antiprotões. Os dois ingredientes foram confinados na mesma "ratoeira" e quando ambos atingem a mesma temperatura, alguns combinam-se para formarem átomos de anti-hidrogénio (um positrão a orbitar um antiprotão). Esta técnica foi desenvolvida por uma outra experiência do CERN, a TRAP, o predecessor de ATRAP e informação da média 

### CAST
CAST sigla em inglês para CERN Solar Axion Telescope (Telescópio Axion Solar do CERN) tem por fim olhar para o Sol e ver se descobre o que se passa com a antimatéria. Na realidade a experiência procura por este método novador hipotéticas partículas a que se chama "axião". Elas foram propostos por alguns físicos teóricos para explicar porque razão existe uma subtil diferença entre matéria e antimatéria no processo relacionado com a força fraca, mas que não se vê na força forte. Se o "axião" existe, devem encontrar-se no centro do Sol e poderiam mesmo ser a invisível matéria escura (negra).

### CLOUD
CLOUD sigla em inglês para Cosmics Leaving OUtdoor Droplets é uma experiência que usa uma câmara de nuvens para estudar a possibilidade ligação entre raio cósmico galácticos e a formação de nuvens. Baseado no Sincrotrão a Protões do CERN, esta é a primeira vez que um acelerador de física de alta energia foi usado para estudar a atmosfera e a ciência do clima.

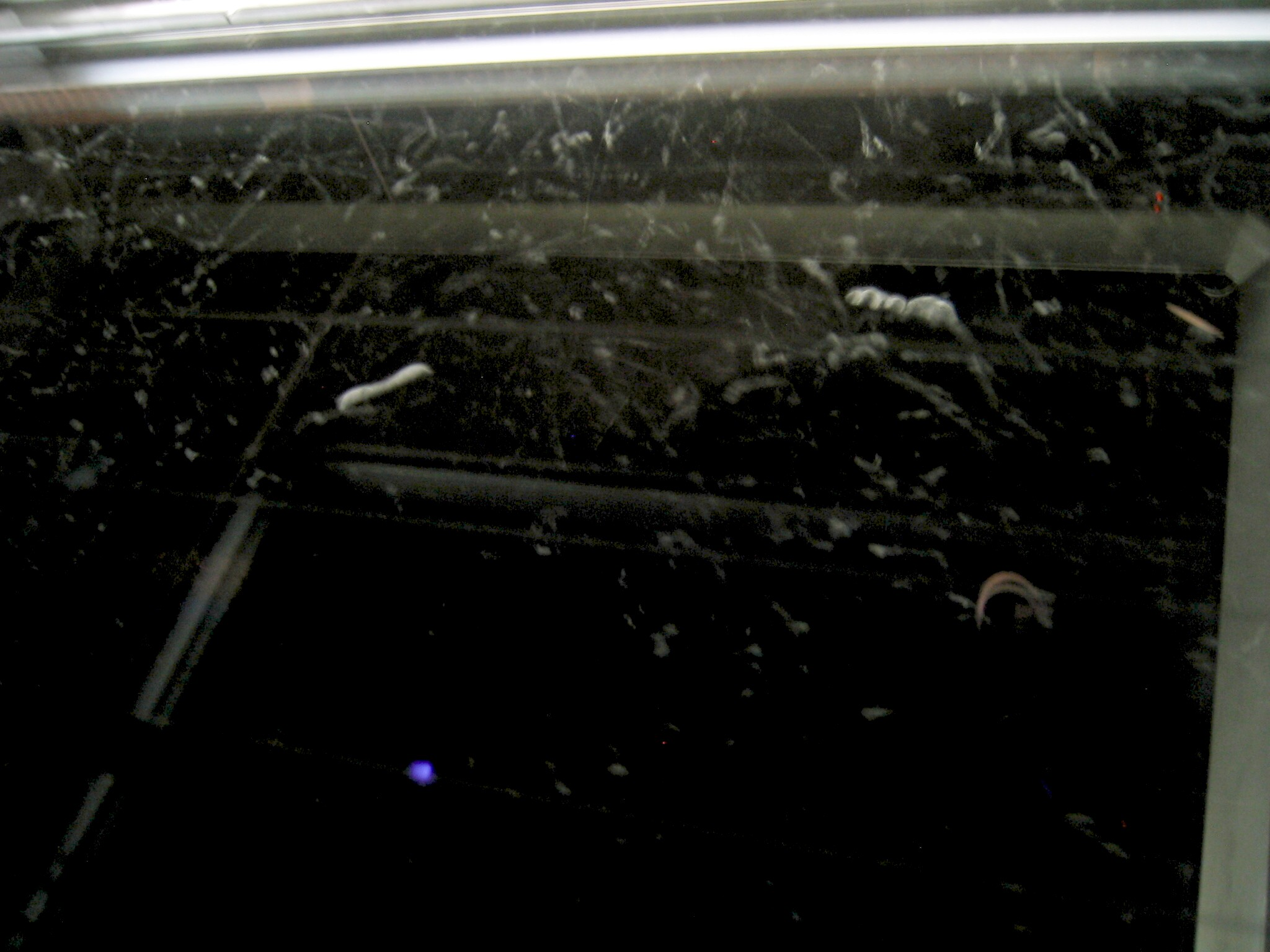
A câmara de nuvens ou de Wilson

Os raios cósmicos são partículas carregadas (electricamente) que bombardeiam a atmosfera Terrestre a partir do espaço exterior. Estudos sugerem que poderão ter influência na espessura da cobertura dasnuvens causadas pelos novos aerossol (minúsculas partículas em suspensão no ar que constituem o germe das gotas que formam as nuvens). Isto é apoiado em medidas feitas por satélites, que mostram uma possível correlação entre os raios cósmicos e a cobertura da nuvens baixas. A experiência CLOUD (Cloud, nuvem en En) é formada por uma equipa multidisciplinar de cientistas de 18 institutos de 9 países.

### COMPASS
COMPASS sigla em inglês para COmmon Muon and Proton Apparatus for Structure and Spectroscopy (Aparelho comum de muãos e Protões para estrutura espectroscopia), realiza-se no SPS do CERN e estuda as maneiras complexas nas quais os elementos de quark e gluão trabalham em conjunto para fazer as partículas que observamos, desde o simples protão à grande variedade de parteiculas complexas que conhecemos. Cerca de 240 físicos de 11 países de 28 instituições tomam parte na experiência de COMPASS.

### DIRAC
DIRAC sigla em inglês para DImeson Relativistic Atomic Complex, que estuda os piãos para ajudar os cientistas a terem um conhecimento mais profundo da força fundamental chamada a força forte. Eles exercem um papel fundamental na física de partículas,já que reúne partículas chamadas quark, que por sua vez constituem muitas das outras partículas, incluindo ptotões e neutrões que forma o núcleo dos átomos correntes. 
DIRAC  é uma colaboração de 87 cientistas de 7 países e tira o seu nome de Paul Dirac que fez contribuições fundamentais ao desenvolvimento da Mecânica Quântica e Eletrodinâmica Quântica.

## Especiais

### AMS
Experiências atípica do CERN porque de astrofísica com o Espectômetro Magnético Alpha - para Alpha Magnetic Spectrometer (AMS) - é um detector que se encontra actualmente no espaço a 400 Km do solo e foi lançada a 16 de Maio de 2011 na  shuttle Endeavour .

## O complexo do CERN
A composição do CAC, sigla em inglês de CERN Acelarators Complex.